# ASCOD
ASCOD (Austrian Spanish Cooperation Development) – bojowy wóz piechoty produkcji austriacko-hiszpańskiej. W armii hiszpańskiej pojazd nosi oznaczenie Pizarro, natomiast w austriackiej Ulan. Obok wersji podstawowej, do rodziny ASCOD należy m.in. lekki czołg wyposażony w armatę kalibru 105 mm, wóz zabezpieczenia technicznego, rakietowy niszczyciel czołgów oraz ambulans.

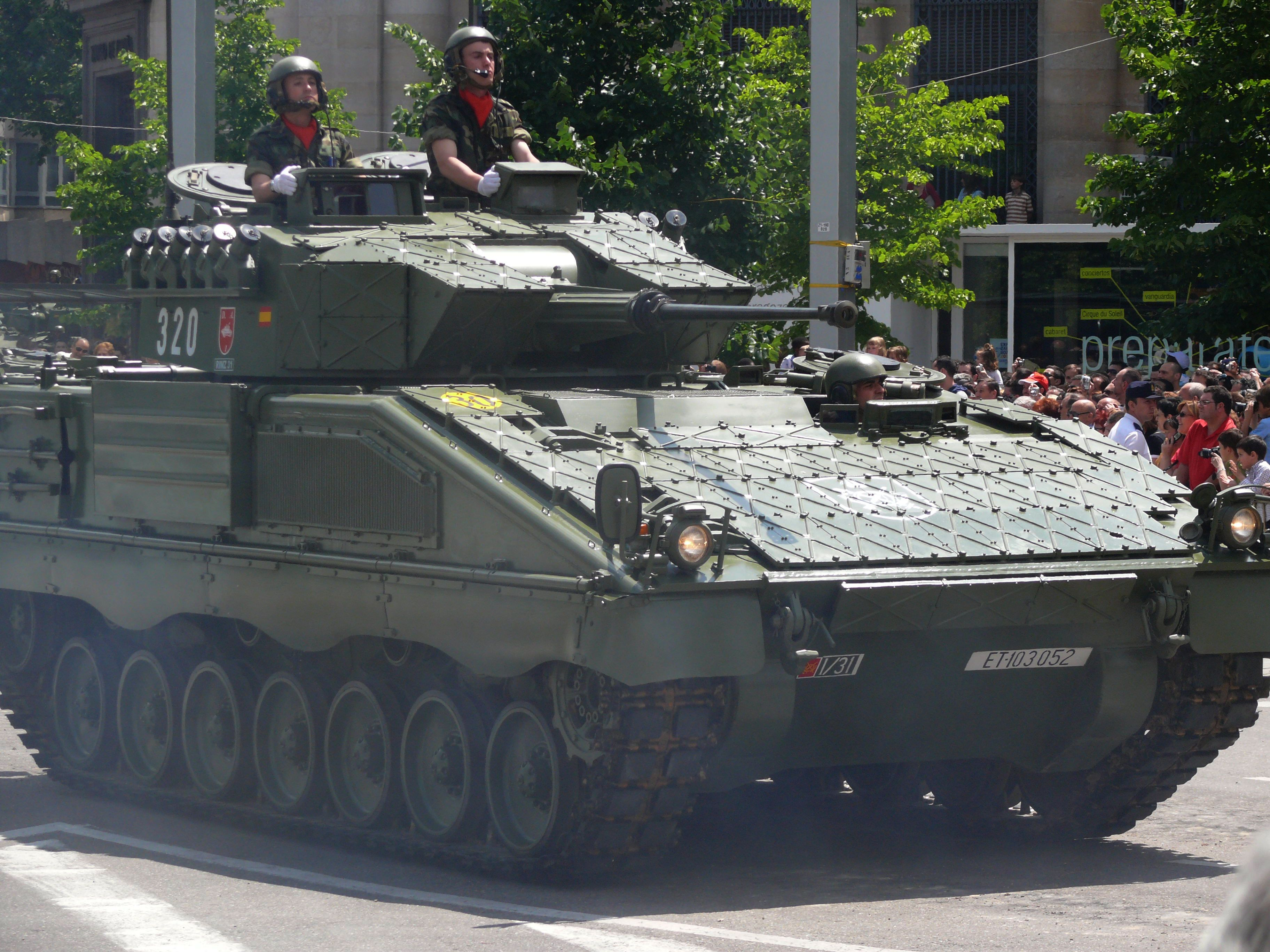
ASCOD Pizarro w hiszpańskich siłach zbrojnych
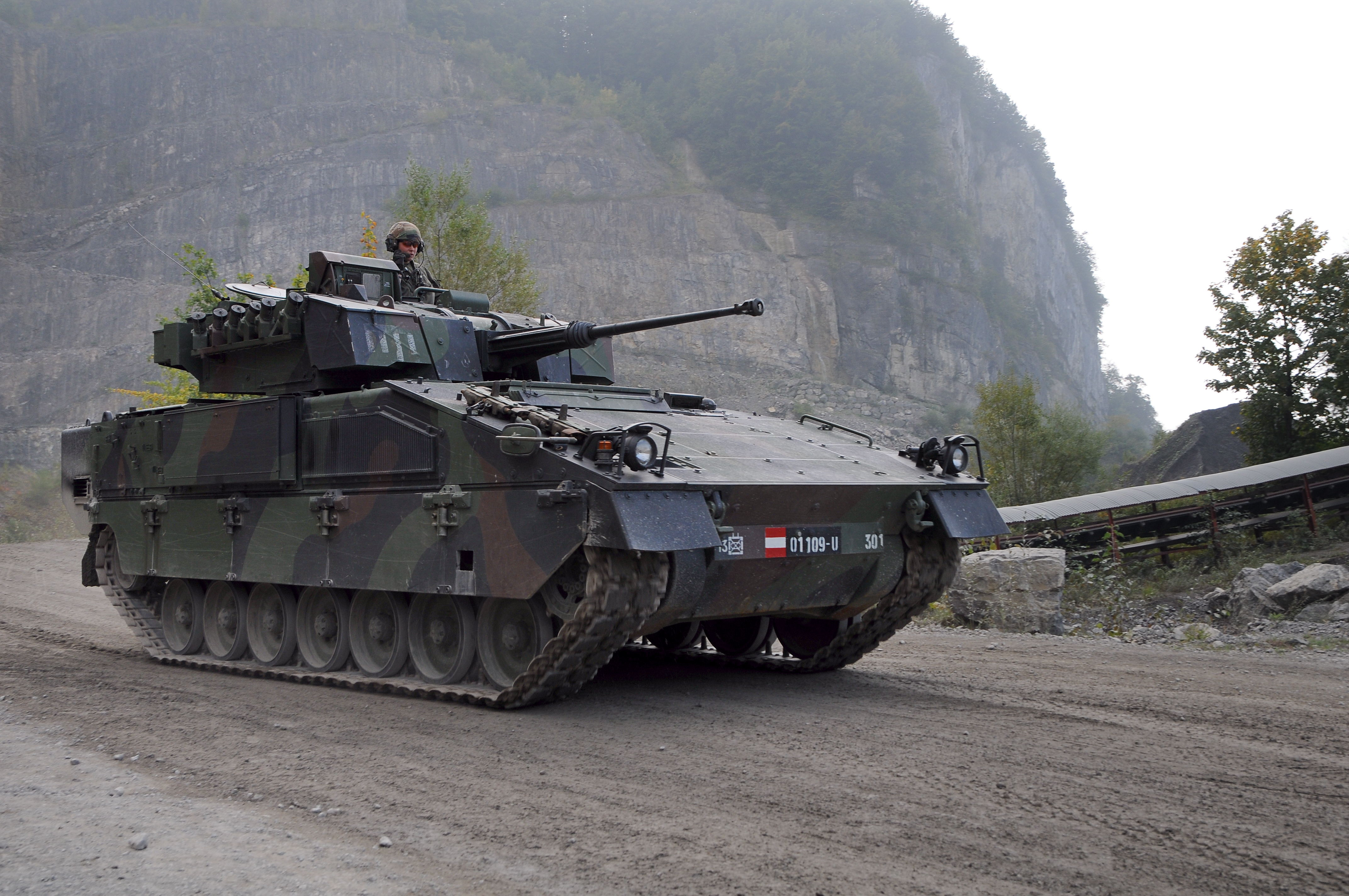
ASCOD Ulan w austriackich siłach zbrojnych
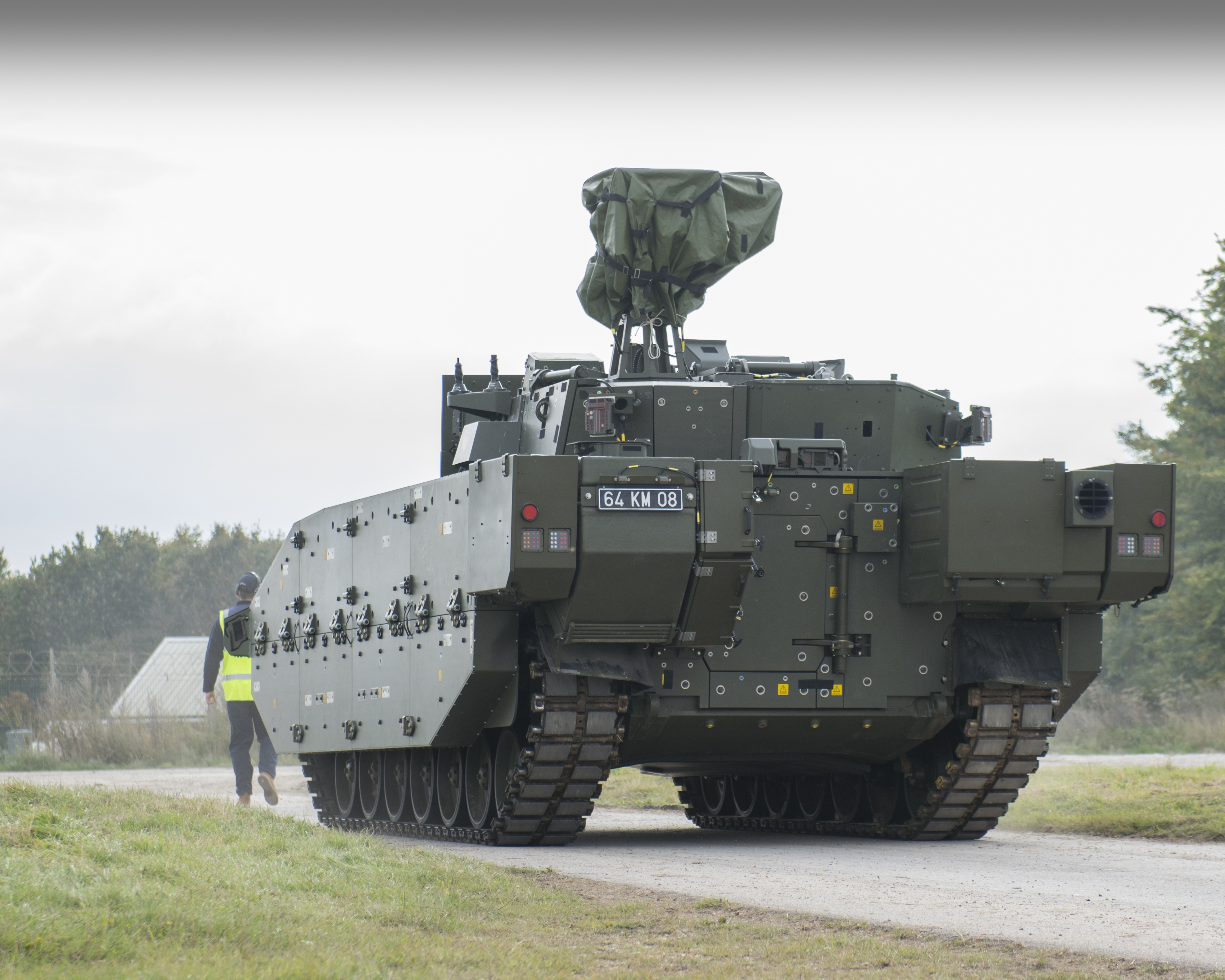
Ajax w brytyjskich siłach zbrojnych